# Stublo
Stublo (cyr. Стубло) – wieś w Serbii, w okręgu zlatiborskim, w gminie Čajetina. W 2011 roku liczyła 128 mieszkańców.